# Oro: Grandes Éxitos
Az ABBA Oro: Grandes Éxitos a svéd ABBA együttes spanyol nyelvű válogatásalbuma, mely a Gold: Greatest Hits című nemzetközileg elismert válogatásalbum dalainak spanyol változatát tartalmazza. Az album spanyol nyelvű dalait korábban a  Gracias Por La Música című válogatásalbumon 1980 elején is megjelentették.
Az "Oro"-t 1994-ben követte az ABBA Mas Oro: Mas ABBA Exitos mely az ABBA More Gold: More ABBA Hits spanyol nyelvű albuma, ami öt angol nyelvű dalt, és további spanyol nyelvű zeneszámokat is tartalmazott. Négy dal az Észak-Amerikai kiadáson kapott helyet, úgy mint a Super Trouper albumról a "Felicidad" és az "Andante Andante" című dalok, valamint a The Visitors albumról a "No Hay A Quien Culpar" (When All Is Said and Done & "Se Me Está Escapando" (Slipping Through My Fingers) című spanyol nyelvű változatai. Ezen az albumon debütált először a Ring Ring 1973-ban felvett spanyol nyelvű változata, mely 21 évig pihent a Polar archívumában.
Az albumon található 15 dalt 1999-ben nemzetközileg is megjelentették, és digitálisan átdolgozták, majd 2002-ben ismét megjelentették.

## Számlista
Minden dalt Benny Andersson & Björn Ulvaeus írt, és hangszerelt, amelyeket nem, azok külön fel vannak tüntetve
1. "Fernando" (Spanish version) – 4:17
2. "Chiquitíta" (Spanish version) – 5:30
3. "Gracias por la Música" ("Thank You for the Music") – 3:49
4. "La Reina del Baile" ("Dancing Queen") (written by Andersson, Stig Anderson, Ulvaeus) – 4:02
5. "Al Andar" ("Move On") (written by Andersson, Anderson, Ulvaeus) – 4:44
6. "¡Dame! ¡Dame! ¡Dame!" ("Gimme! Gimme! Gimme! (A Man After Midnight)") – 4:51
7. "Estoy Soñando" ("I Have a Dream") – 4:38
8. "Mamma Mia" (Spanish version) (written by Andersson, Anderson, Ulvaeus) – 3:34
9. "Hasta Mañana" (Spanish version) (written by Andersson, Anderson, Ulvaeus) – 3:09
10. "Conociéndome, Conociéndote" ("Knowing Me, Knowing You") (written by Andersson, Anderson, Ulvaeus) – 4:04

### Bonus tracks 1999 újrakiadás
1. "Felicidad" ("Happy New Year") – 4:24
2. "Andante, Andante" (Spanish version) – 4:39
3. "Se Me Está Escapando" ("Slipping Through My Fingers") – 3:52
4. "No Hay a Quien Culpar" ("When All Is Said and Done") – 3:13
5. "Ring, Ring" (Spanish Version) (written by Andersson, Anderson, Ulvaeus) – 3:00

(P) 1973 (15) / 1979 (2, 7) / 1980 (1, 3 – 6, 8 – 12) / 1981 ( 13–14) Polar Music International AB
- A "Dancing Queen" spanyol változata eredetileg "Reina Danzante" címen jelent volna meg, azonban az Oro válogatásalbum kiadásakor a "La Reina del Baile" címet kapta.
- 1-14 dalok spanyol fordítása: Buddy és Mary McCluskey
- 15. dal spanyol fordítása: Doris Band

## Slágerlista

### Heti összesítések
| Slágerlista (1993)               | Legjobb helyezés |
| -------------------------------- | ---------------- |
| USA Top Latin Albums (Billboard) | 37               |
| USA Latin Pop Albums (Billboard) | 15               |

## Minősítések
| Ország            | Minősítés | Eladások |
| ----------------- | --------- | -------- |
| Argentína (CAPIF) | arany     | 30.000   |